# Europejski Kongres Sceptyków
Europejskie Kongresy Sceptyków (ang. European Skeptics Congress – ESC) – seria kongresów wspieranych przez European Council of Skeptical Organisations (ECSO), w których biorą udział organizacje sceptyków naukowych z wielu krajów Europy. Odbywają się od 1989, często we wrześniu i mogą trwać od dwóch do czterech dni. ECSO została założona podczas 6 kongresu 25 września 1994 roku w Ostendzie (Belgia). Od momentu powstania ECSO koordynuje organizację nowych kongresów, które odbywają się (średnio) co drugi rok i za każdym razem gospodarzem jest inna organizacja członkowska. Lista Europejskich Kongresów Sceptyków:

## 1 Europejski Kongres Sceptyków
Data: 5–7 maja 1989
Miejsce: Bad Tölz, Niemcy Zachodnie

## 2 Europejski Kongres Sceptyków
Data: 10–11 sierpnia 1990
Miejsce: Bruksela, Belgia

## 3 Europejski Kongres Sceptyków
Data: 4–5 października 1991
Miejsce: Amsterdam, Holandia

## 4 Europejski Kongres Sceptyków
Data: 17–19 lipca 1992
Miejsce: Saint-Vincent, Włochy

## 5 Europejski Kongres Sceptyków
Data: 29–31 sierpnia 1993
Miejsce: Keele, Wielka Brytania
Temat: „Nauka dla życia: zdrowie, medycyna i dobre samopoczucie”. Organizowana przez UK Skeptics.

## 6 Europejski Kongres Sceptyków
Data: 23–25 września 1994
Miejsce: Ostenda, Belgia
Temat: „Nauka, pseudonauka i środowisko”
Podczas tego kongresu powstała organizacja European Council of Skeptical Organisations.

## 7 Europejski Kongres Sceptyków
Data: 4–7 maja 1995
Miejsce: Roßdorf, Niemcy

## 8 Europejski Kongres Sceptyków
Data: 4–7 września 1997
Miejsce: A Coruña, Hiszpania

## 9 Europejski Kongres Sceptyków
Data: 17–19 września 1999
Miejsce: Maastricht, Holandia
Gospodarzem był Stichting Skepsis

## 10 Europejski Kongres Sceptyków
Data: 7–9 września 2001
Miejsce: Praga, Czechy
Temat: „Wzrost i rozwój wiary w zjawiska paranormalne w Europie Wschodniej”

## 11 Europejski Kongres Sceptyków

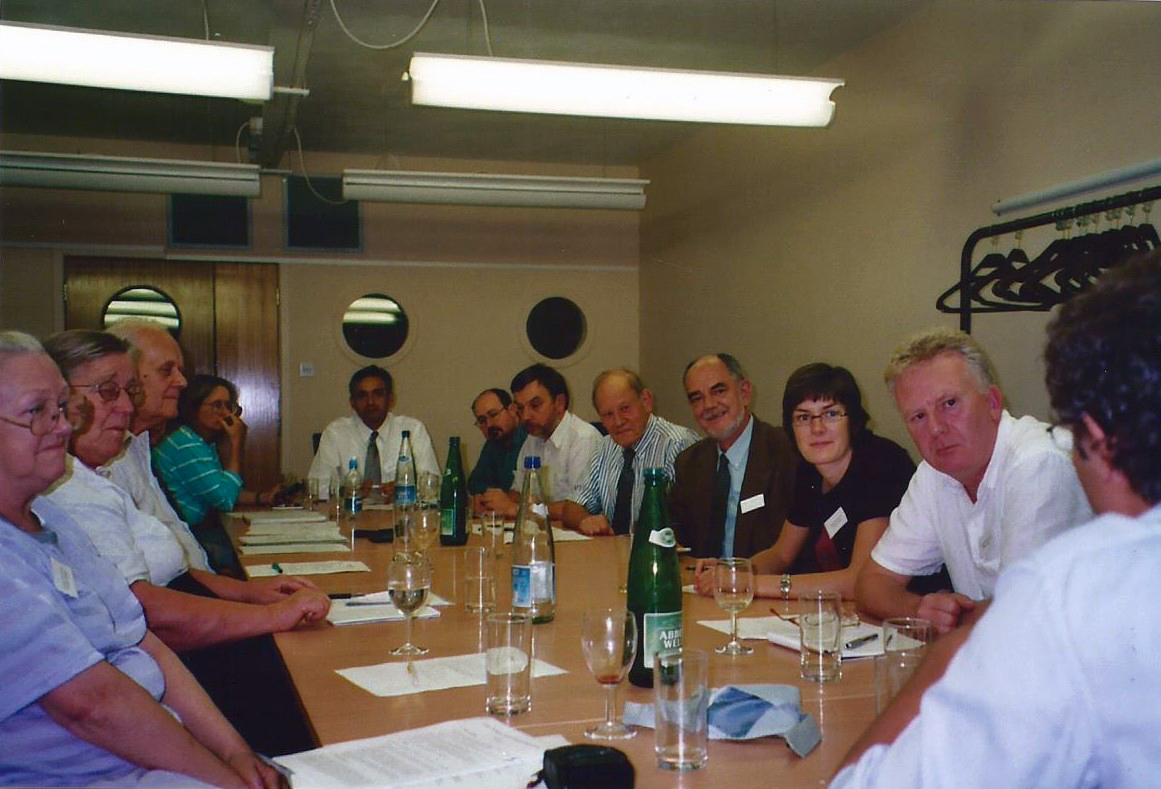
Posiedzenie Rady ECSO i członków CSICOP na 11 Europejskim Kongresie Sceptyków w Londynie.

Data: 5–7 września 2003
Miejsce:Londyn, Wielka Brytania

## 12 Europejski Kongres Sceptyków
Data: 13–15 października 2005
Miejsce: Bruksela, Belgia
Temat: „Pseudonauka, alternatywna medycyna i media”

## 13 Europejski Kongres Sceptyków
Data: 7–9 września 2007
Miejsce: Dublin, Irlandia
Temat: „Atak na naukę: tworzenie odpowiedzi”. Ponad 100 uczestników.

## 14 Europejski Kongres Sceptyków
Data: 17–19 września 2010
Miejsce: Budapeszt, Węgry

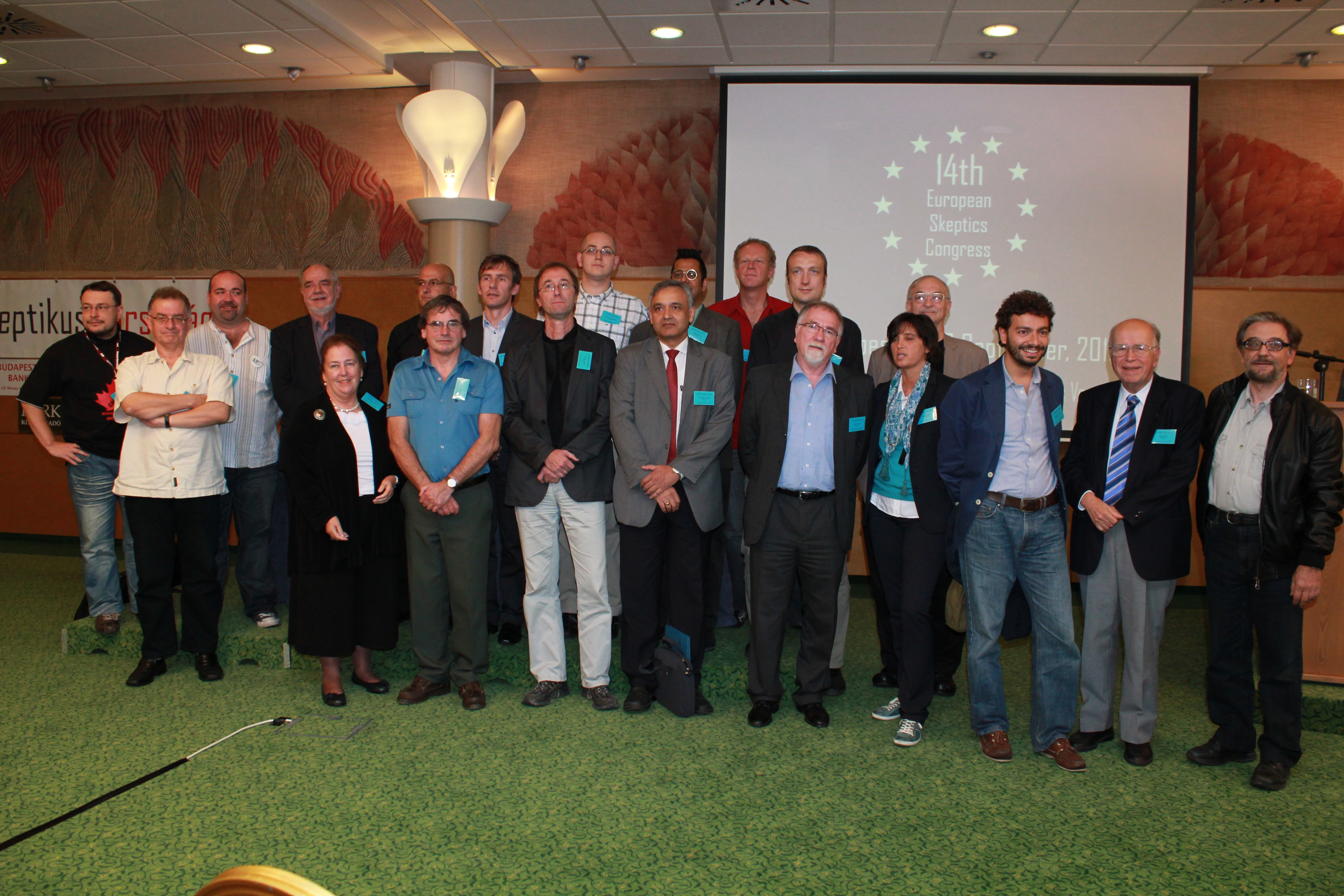
Prelegenci na 14 Europejskim Kongresie Sceptyków w Budapeszcie.
Przedni rząd, od lewej do prawej: Chris French, J. Beth Ciesielski, Michael Heap, György Kampis, Amardeo Sarma, István Vágó, Klára Sándor, Massimo Polidoro, Iván Almár, Luigi Garlaschelli.
Tylny rząd, od lewej do prawej: Gergely Röst, Andy Wilson, Wim Betz, Tomasz Witkowski, Attila Nyerges, Maciej Zatoński, Simon Singh, Gerald de Jong, Klaus Schmeh, Joe Nickell.

## 15 Europejski Kongres Sceptyków
Data: 22–25 sierpnia 2013
Miejsce: Sztokholm, Szwecja
Temat: „ESCape to Clarity!”

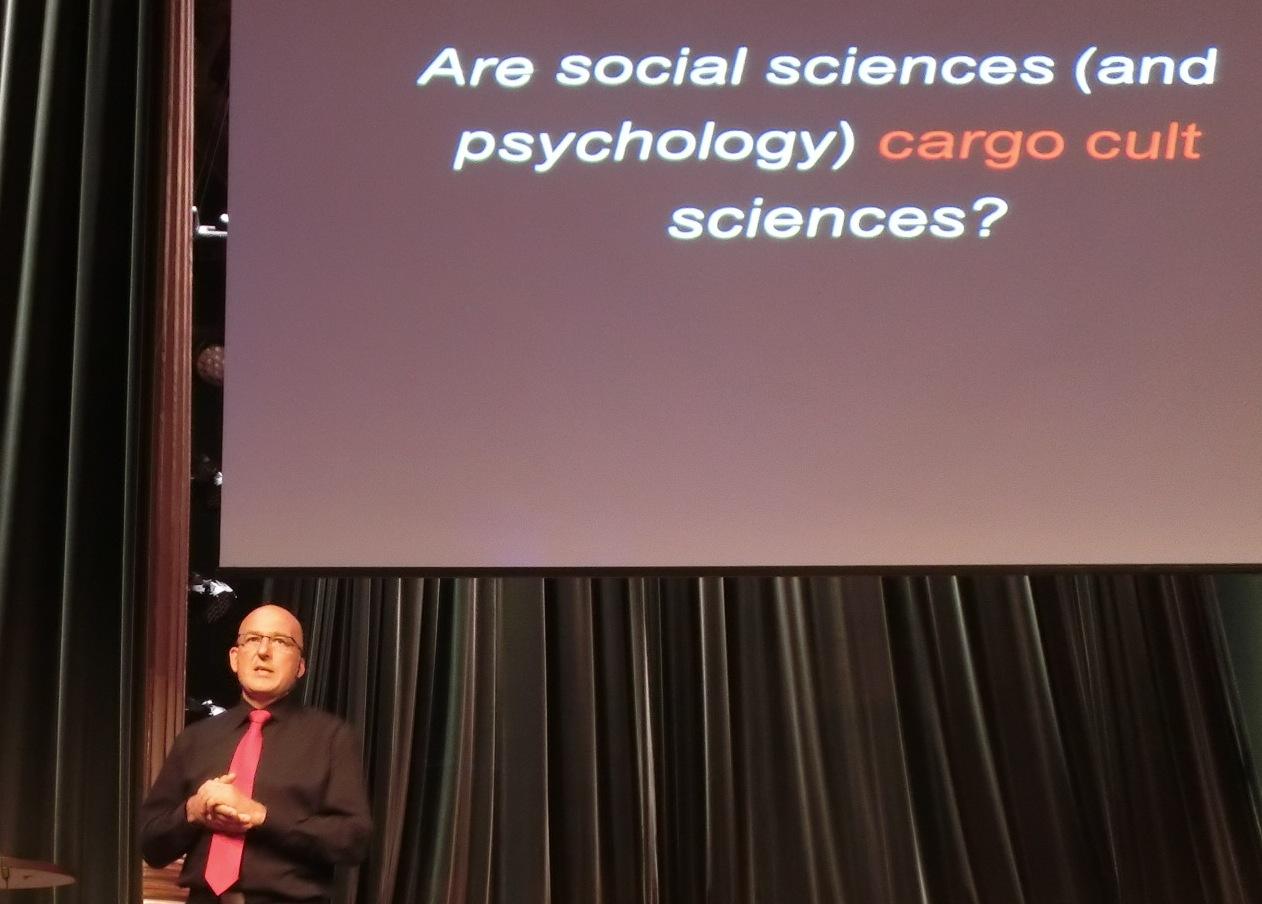
Tomasz Witkowski przemawia podczas 15 Europejskiego Kongresu Sceptyków.

## 16 Europejski Kongres Sceptyków
Data: 10–13 września 2015
Miejsce: Londyn, Wielka Brytania
Zorganizowany przez Association for Skeptical Enquiry i Anomalistic Psychology Research Unit

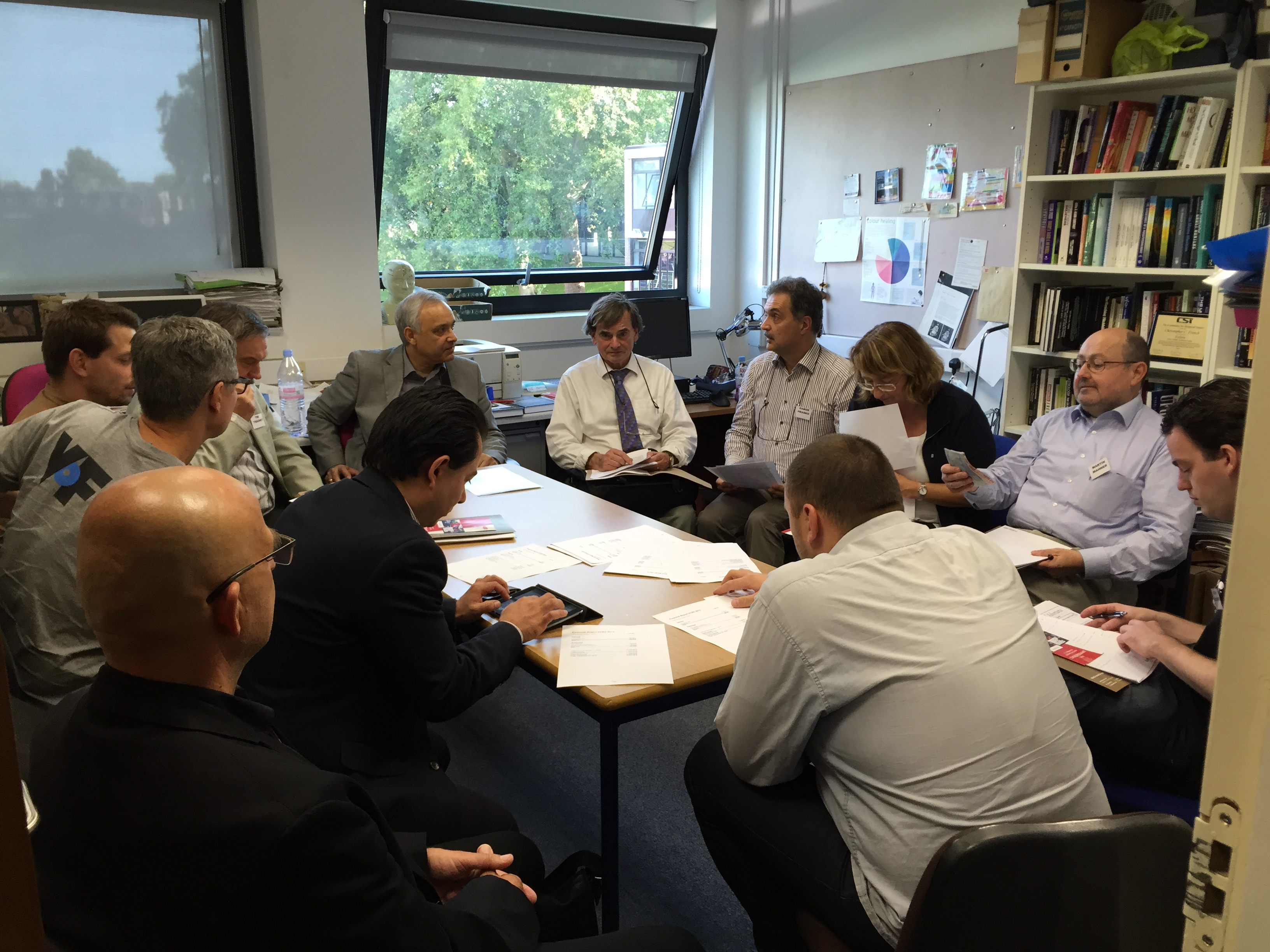
spotkanie przedstawicieli organizacji członkowskich ECSO na Europejskim Kongresie Sceptyków w 2015 roku w Londynie

## 17 Europejski Kongres Sceptyków
Data: 22–24 września 2017
Miejsce: Wrocław, Polska
Kongres został zorganizowany przez Klub Sceptyków Polskich i Český klub skeptiků Sisyfos
Prelegenci:
- Deborah Hyde – Niespokojny duch z Wrocławia[20]
- Diego Fontanive – Meta-memetyczne myślenie i sceptycyzm jako mem[21]
- Eran Segev – Sekret efektywnej organizacji sceptycznej[22]
- Gerald Ostdiek – Wiara w biologię: religijna wizja stworzenia istot żywych (włączając w to ludzi)[23]
- Holm Gero Hümmler – Nonsensy kwantowe: Jak pseudo-fizycy zyskują na błędnych komunikatach naukowych?[24]
- Jakub Kroulik – Egzorcyzmy poprzez hipnozę[25]
- James Randi[26]
- Konrad Szołajski – Walka z Szatanem w Polsce[27]
- Konrad Talmont-Kamiński – Poznanie a debata nauka vs. religia[28]
- Leo Igwe – „Złodziej kóz”, „Kobieta ptak” i „kobieta kot” – jak religia utrudnia myślenia naukowe w Afryce[29]
- Marcin Rotkiewicz – Racjonalne myślenie a obawy moralne: Dlaczego dyskusja na temat GMO jest taka trudna a dowody naukowe nie są w stanie przekonać społeczeństwa?[30]
- Mariusz Błochowiak – Racjonalne uzasadnienie istnienia diabła i egzorcyzmów[31]
- Mark Lynas – Dlaczego aktywiści anty-GMO są nowym zagrożeniem dla klimatu ziemi?[32]
- Massimo Polidoro[33]
- Ovidiu Covaciu – W jaki sposób rumuński ruch anty-szczepionkowy zagraża Europie?[34]
- Petr Jan Vinš – Z perspektywy księdza[35]
- Scott Lilienfeld – Myślenie tunelowe – tendencja do potwierdzania wystąpująca w salach sądowych, gabinetach i codziennym życiu[36]
- Sofie Vanthournout – Mówienie o dowodach w epoce post-prawdy[37]
- Susan Blackmore – Pozytywny sceptycyzm: nauka o przeżyciach bycia poza własnym ciałem[38]
- Susan Gerbic – Maszerowaliśmy dla nauki – co dalej?[39]
- Tomáš Moravec – Czy lęk przed GMO jest racjonalny? [40]
- Zbynek Vybiral – Dlaczego psychologia boryka się nie tylko z kryzysem replikacji?[41]

Poza tym, podczas kongresu były organizowane warsztaty dla publiczności
W ostatni dzień Kongresu została wybrana nowa rada dyrektorów ECSO:

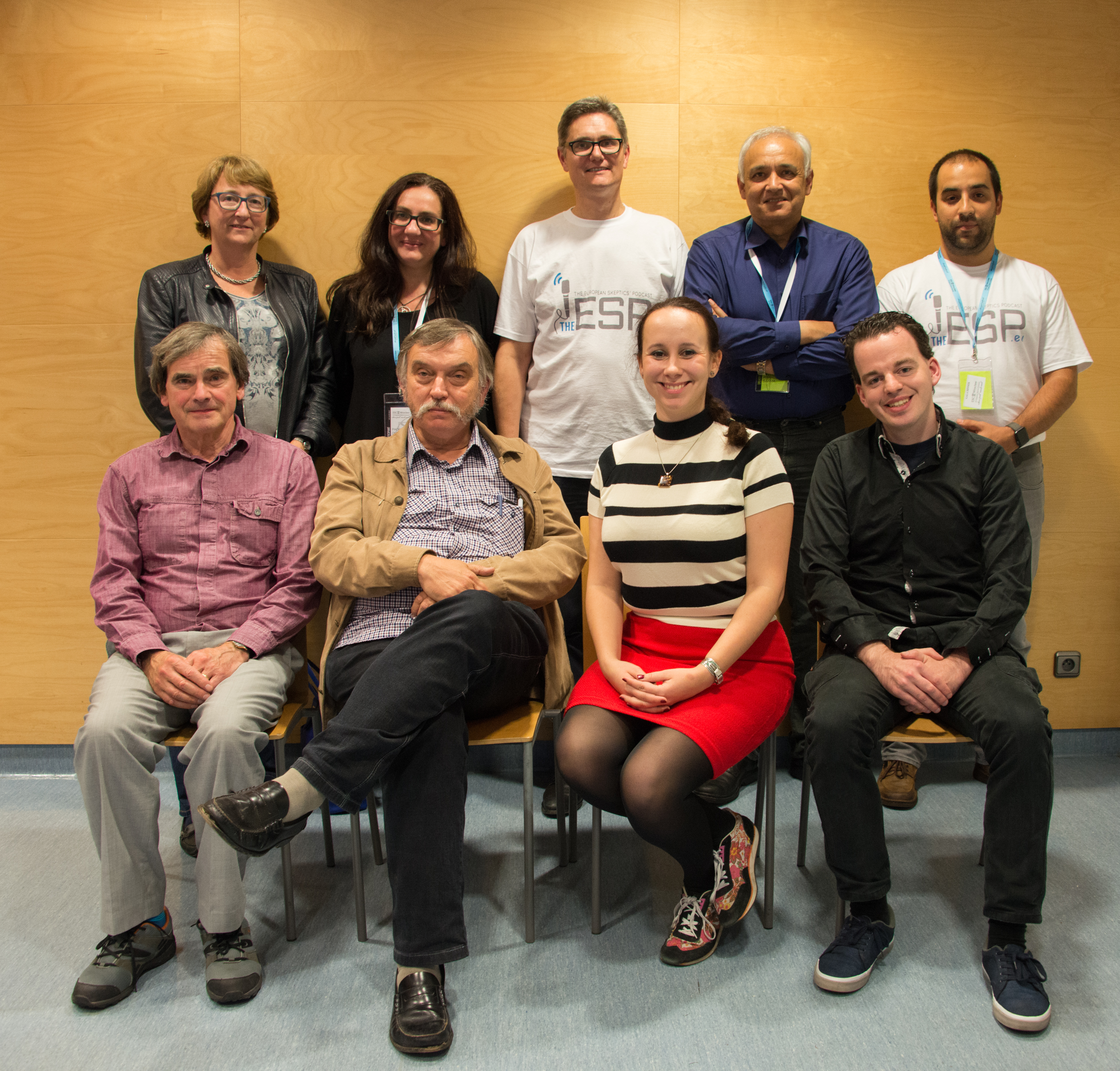
Rada zebrana we Wrocławiu podczas ESC 2017.
Tył: de Jong, De Gobbi, Böckman, Sarma, Pintér.
Przód: Heap, Trachet, Klingenberg, Korteweg.

- Claire Klingenberg (Sisyfos) – przewodnicząca
- Tim Trachet (SKEPP) – wiceprzewodniczący
- Amardeo Sarma (GWUP) – skarbnik
- Paola De Gobbi (CICAP) – członek
- Pontus Böckman (VoF) – członek
- Catherine de Jong (VtdK) – członek stowarzyszony
- Leon Korteweg (DVG) – członek stowarzyszony
- Michael Heap (ASKE) – członek stowarzyszony
- András Pintér (SzT) – członek stowarzyszony